# Tina (tygodnik)
Tina – wydawany od 1992 roku magazyn, obecnie dwutygodnik skierowany głównie do kobiet, typowe czasopismo poradnikowe Wydawnictwa Bauer. W publikacjach prezentowane są porady psychologiczne, medyczne, kulinarne oraz związane z modą i urodą. Redaktor naczelną jest Joanna Rajpert-Kuźnicka.